# Zdenka Weber
Zdenka Weber (Varaždin, 17. lipnja 1950.) je hrvatska muzikologinja, glazbena kritičarka, predavačica, pedagoginja i diplomat.
U Varaždinu je pohađala gimnaziju i Srednju muzičku školu (glavni predmet je bio klavir). Potom odlazi na studij u Zagreb, gdje je studirala na Filozofskom fakultetu njemački jezik i književnost te engleski jezik i književnost, a na Muzičkoj akademiji je diplomirala muzikologiju.
Studirala je na poslijediplomskom studiju bečkog sveučilišta kao stipendistica austrijske vlade. 
Potom je otišla studirati u Francusku, na Sorbonnu kao stipendistica francuske vlade. Ondje je magistrirala te kasnije doktorirala na temu Recepcije glazbe Claudea Debussya u Hrvatskoj (La réception de la musique de Claude Debussy en Croatie). U Njemačkoj je dobila Deutscher Akademischer Austauschdienst (DAAD) za postdoktorski studij na dvama berlinskim sveučilištima: Slobodnom sveučilištu i Tehničkom sveučilištu.
Radila je u Deutsche Oper u Berlinu.
Kad je položila za rad u hrvatskoj diplomaciji, radila je kao savjetnica za kulturu pri Ministarstvu vanjskih poslova i europskih integracija RH te u hrvatskom veleposlanstvu u Berlinu kao prva tajnica za kulturu, znanost i obrazovanje. 2010. je postala ministricom savjetnicom MVPEI RH.
Predavala je na zagrebačkoj Muzičkoj akademiji (radila od 1974. do 1992.) i osječkom Pedagoškom fakultetu. U inozemstvu je predavala u Berlinu na Visokoj glazbenoj školi Hanns Eisler. Znanstvenički je u inozemstvu radila također u Berlinu, u Institutu za muzikološka istraživanja Preussischer Kulturbesitz. Predavala je glazbenu povijest na osječkom, zagrebačkom i berlinskom sveučilištu.
Autorica je mnoštva znanstvenih, stručnih i publicističkih članaka (više od 3000) u Hrvatskoj i inozemstvu, uređivala je muzikološke zbornike te sudjelovala na znanstvenim skupovima u svijetu. Za svoj je rad dobila brojne nagrade. Piše za hrvatske časopise (Hrvatsko slovo - kulturna rubrika i dr.).
Članica je Hrvatskog društva skladatelja, Hrvatskog muzikološkog društva i inih.
Članicom je ocjenjivačkih žirija (za dodjelu Vjesnikove nagrade Josip Štolcer Slavenski), festivalskog žirija Varaždinskih baroknih večeri(za nagradu Ivan Lukačić)
Njezin poznat student je skladatelj Berislav Šipuš.

## Djela
- Impresionizam u hrvatskoj glazbi: recepcija glazbe Claudea Debussya u Hrvatskoj 1918. – 1940, 1995.

Urednica je izdanja:
- Fran Lhotka u povodu 100. obljetnice rođenja, 1975. godine.
- Dora Pejačević, Život-Djelo-Stvaralaštvo, u povodu 100. obljetnice rođenja, 1985.
- Recepcija glazbe Claudea Debussya u Hrvatskoj, 1987.

## Nagrade
- Zlatna značka Muzičke omladine Jugoslavije, 1975.
- nagrada Sedam sekretara SKOJ-a za mlade do 30 godina, 1975., za glazbeno-publicistički rad
- Red hrvatskog pletera predsjednika RH dr. Franje Tuđmana, 1999., za izuzetno uspješan rad s hrvatskim iseljeništvom u SR Njemačkoj
- Red Danice hrvatske s likom Marka Marulića, 2000., za istaknutu djelatnost na promociji hrvatske kulture
- Broš kraljice Luise Zaklade Otto von Bismarck u SR Njemačkoj, 2000., za promicanje

suradnje između hrvatske i njemačke kulture
- Chevalier des Arts et des Lettres Ministarstva kulture Francuske Republike, 2004.
- razne nagrade Hrvatske glazbene mladeži